# Casa del Chapiz
La Casa del Chapiz és un edifici singular, ubicat a Granada, a Andalusia, declarat Bé d'Interès Cultural, compost a partir de la rehabilitació de dos habitatges moriscs del segle xvi, situats al barri granadí d'Albaicín. Des de 1932 és la seu de la Escuela de Estudios Árabes, un dels Instituts d'investigació del CSIC.

## Història
Les cases van ser expropiades el 1571, per la participació dels seus respectius propietaris en l'aixecament dels moriscos i en virtut de la Carta d'Incorporació de Felip II, pel que van passar a formar part de la corona castellana. Posteriorment, el rei les va cedir per cèdula de 1583 a un dels seus secretaris, Juan Vázquez de Salazar, qui les va incorporar al Patronat de Salazar i les va anar arrendant a diverses persones i institucions, entre elles la Reial Companyia de Fàbriques i Comerç de Granada. Els habitatges es van anar convertint en cases veïnals, en on els seus inquilins van ser instal·lant negocis particulars i petites indústries, contribuint així a la deterioració dels edificis, que a principis de segle XX estaven en un estat d'autèntica ruïna. El 1919 es va aconseguir que l'edifici fos d'interès, i, en 1929, la propietat va passar a mans de l'Estat. Posteriorment, l'arquitecte i restaurador Leopoldo Torres Balbás va dur a terme la restauració de l'edifici.

## Descripció
Les cases ocupen una gran parcel·la amb horta i jardí situada a la cantonada que formen la costa del Chapiz i el camí del Sacromonte, que antigament conduïa a Guadix. Tot i que la denominació de Casa del Chapiz, en singular, és molt freqüent, resulta més precís l'ús del plural, ja que es tracta de dues cases diferents amb orígens diferents. La confusió ha estat produïda per la circumstància que comparteixen la crugia situada entre les dues, el que ha fet creure que es tractava d'una casa amb dos patis. No obstant això, tant per l'estudi dels seus elements arquitectònics com per les dades documentals de el segle XVI que es conserven, es pot demostrar l'existència de dues unitats residencials independents. En el seu origen aquestes cases van haver de formar part d'un palau àrab.
L'accés s'efectuava des de la placeta del Peso de la Harina, a l'inici del camí del Sacromonte, a través d'un espai comú a les dues cases, al terme del s'ubicaria el vestíbul d'entrada a la principal. Aquesta sembla que es va construir sobre les restes d'un palau nassarita de segle xiv, del qual es conserva part del traçat de la planta i alguns elements, que van ser aprofitats quan es va reedificar, a principis de segle xvi, pel morisc Lorenzo el Chapiz, el nom del qual ha perdurat en el conjunt i el carrer on s'ubica. En el mateix període, el seu cunyat Hernán López el feri aixecaria l'altra casa, de menor grandària i, probablement, de nova planta.
A causa d'aquestes circumstàncies, les dues cases constitueixen un exemple de gran valor per conèixer el procés d'evolució tipològica que va tenir lloc en l'arquitectura domèstica nassarita des de la seva etapa de maduresa fins al que podria considerar-se la seva última fase de pervivència en el segle xvi, la morisca.